# Mosquée Achaghi Govhar Agha
La mosquée Achaghi Govhar Agha (en azéri : Aşağı Gövhər ağa məscidi) est un édifice religieux musulman situé à Choucha, dans le Haut-Karabagh en Azerbaïdjan. 

## Situation
La désignation ashaghi (« inférieure ») fait référence à l'emplacement de la mosquée dans la partie inférieure de la ville de Choucha, la distinguant de la mosquée Yukhari Govhar Agha, située à 200 mètres au sud dans la partie supérieure de la ville.

## Histoire
La construction de la mosquée Achaghi Govhar Agha a été achevée en 1875 à l'initiative de Govhar Agha, fille d'Ibrahim Khalil, khan de Karabagh environ huit ans avant la construction de la mosquée Yukhari Govhar Agha. Une différence entre les deux édifices est que les minarets de la mosquée du bas sont situés aux coins de la façade arrière et les minarets de la mosquée Yukhari Govhar Agha s'élèvent sur la façade avant. Dans les années 1980, elle est rénovée, ainsi que les autres mosquées de la ville, Mamayi, Yukhari Govhar Agha et Saatli.

## Galerie

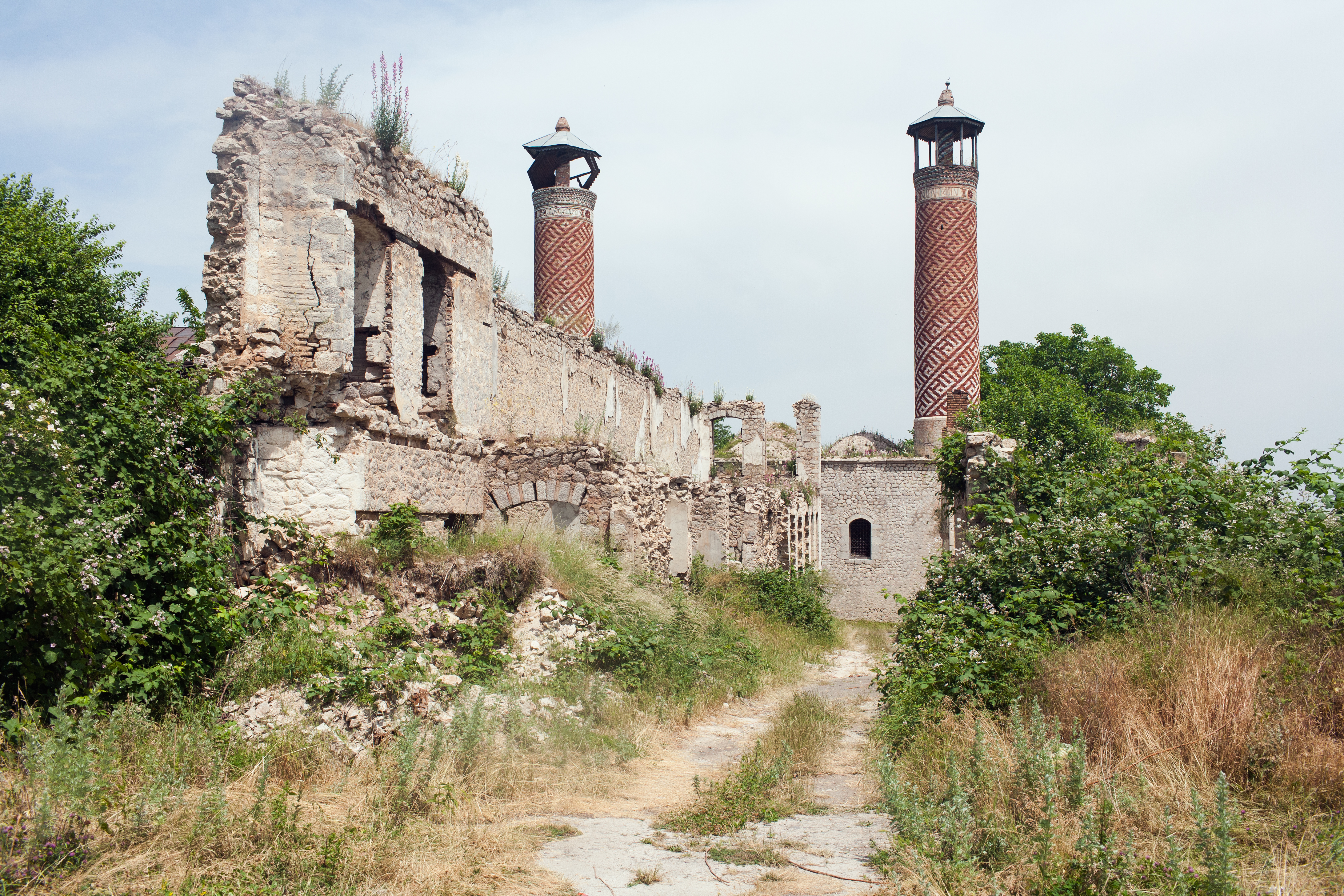
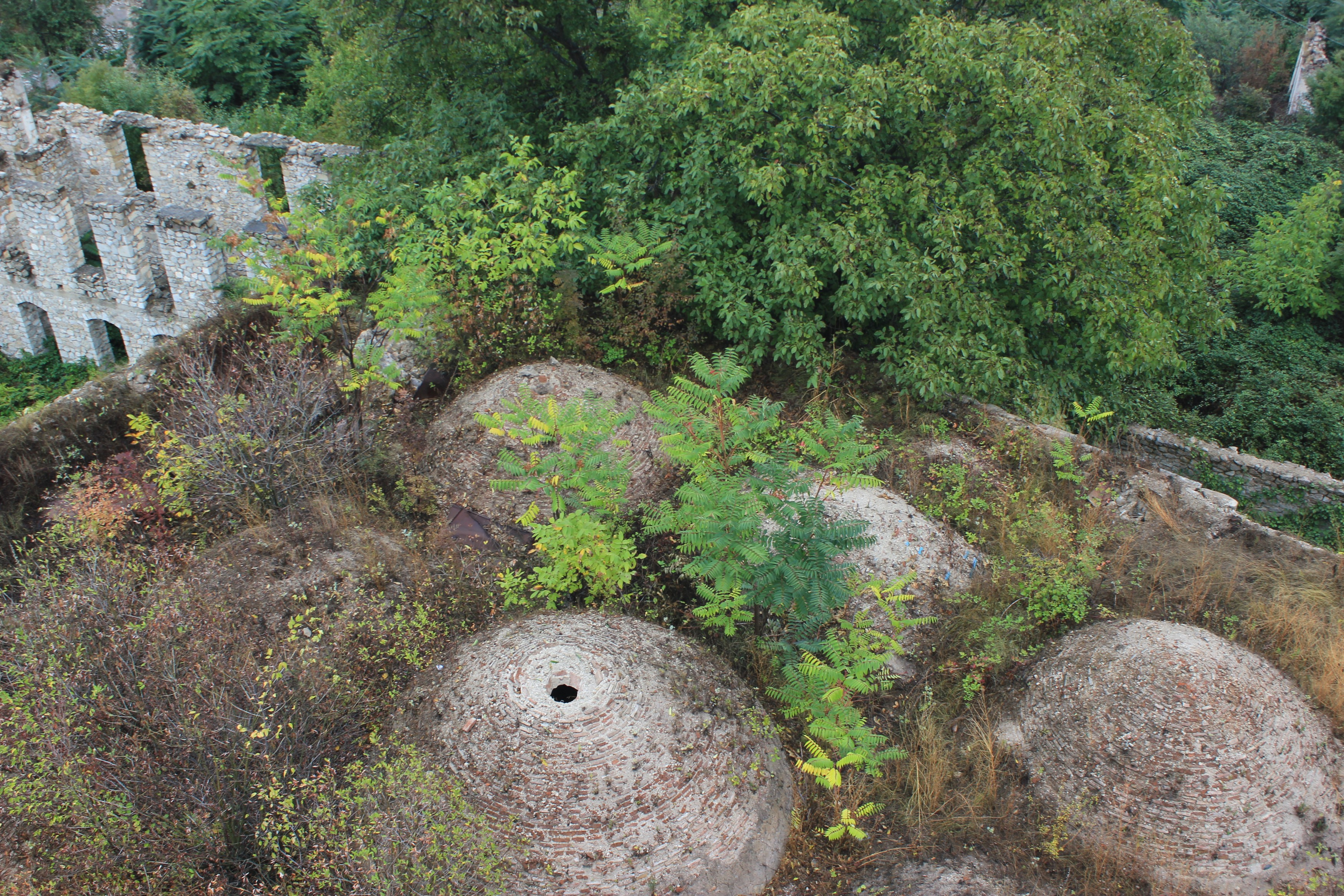
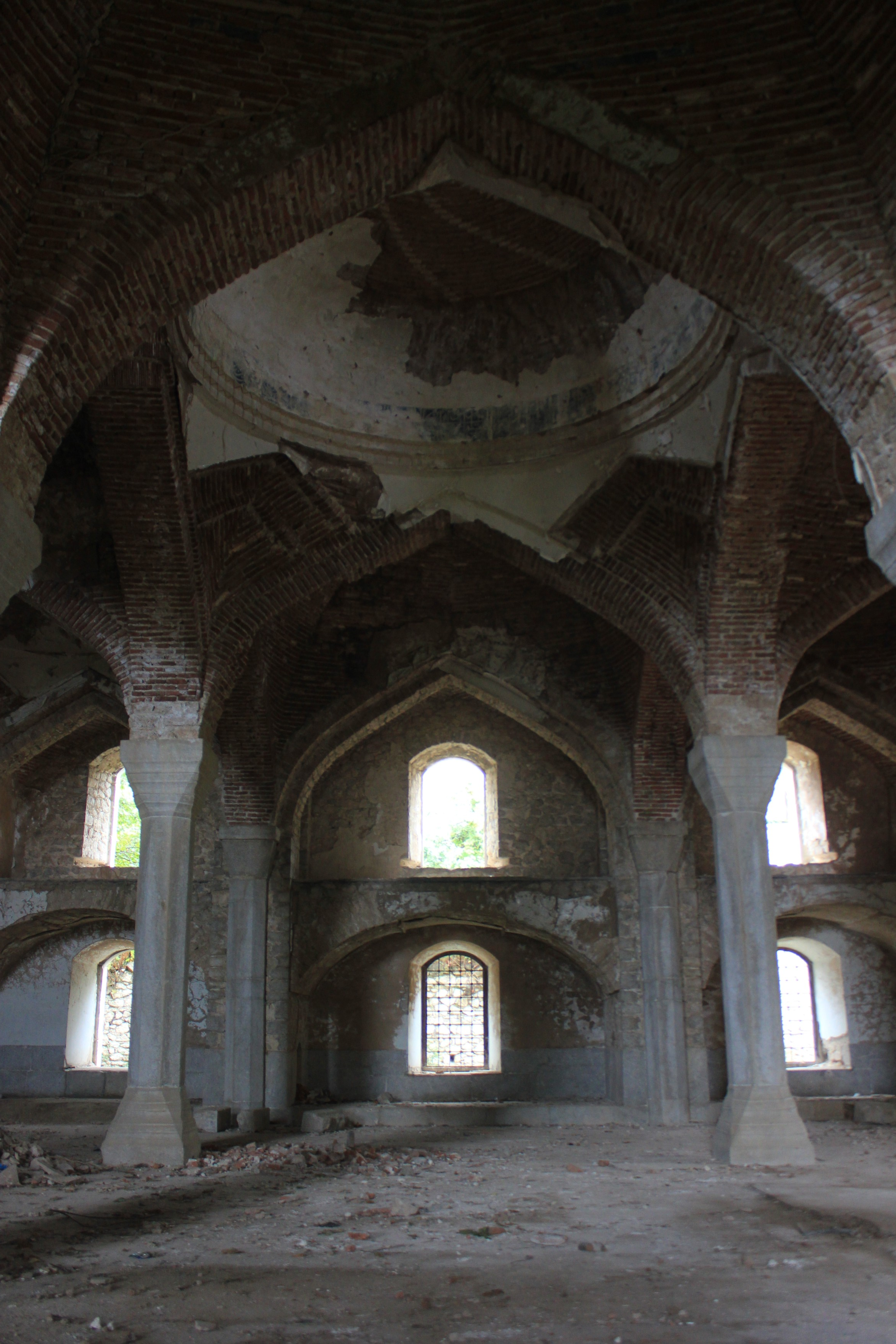
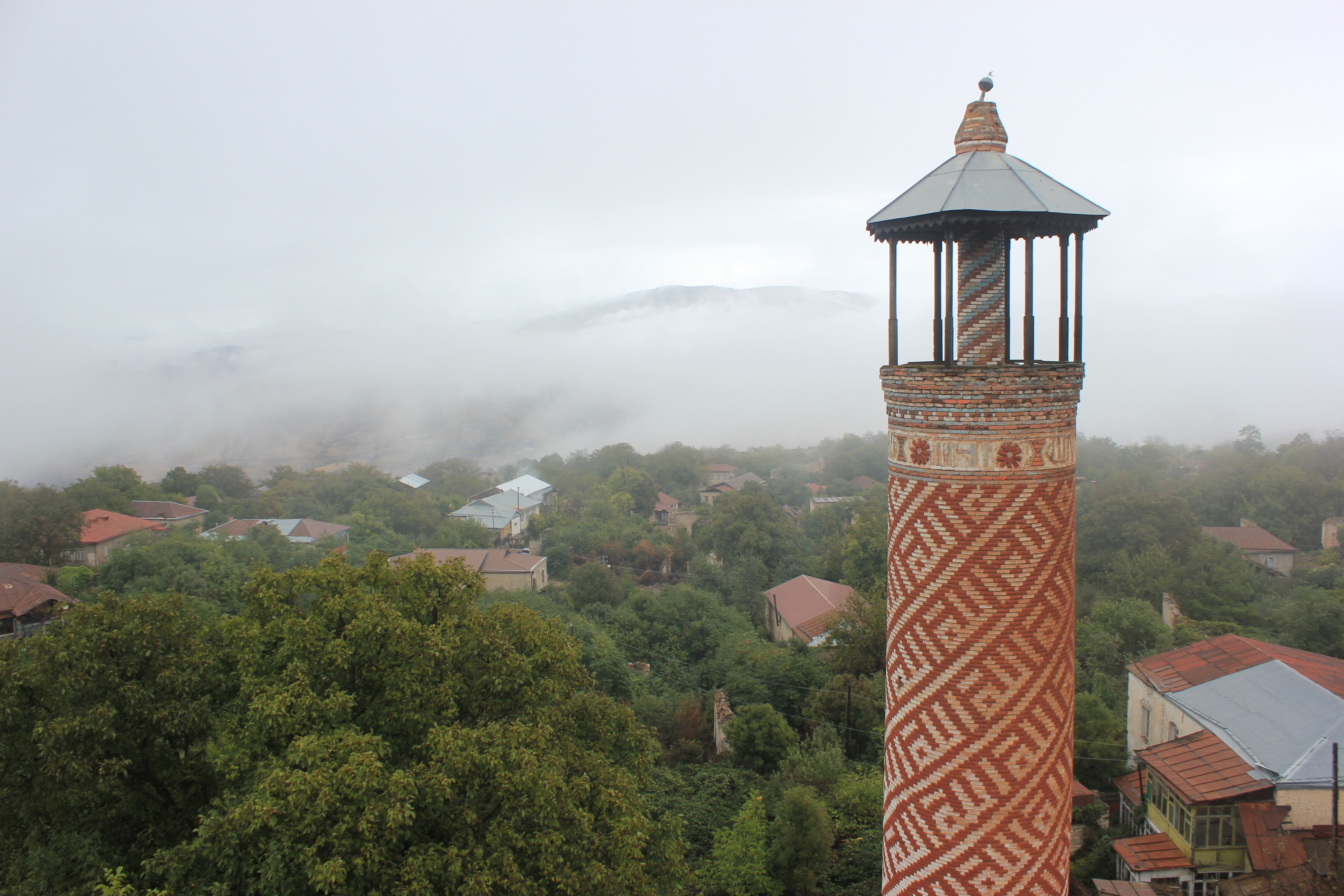
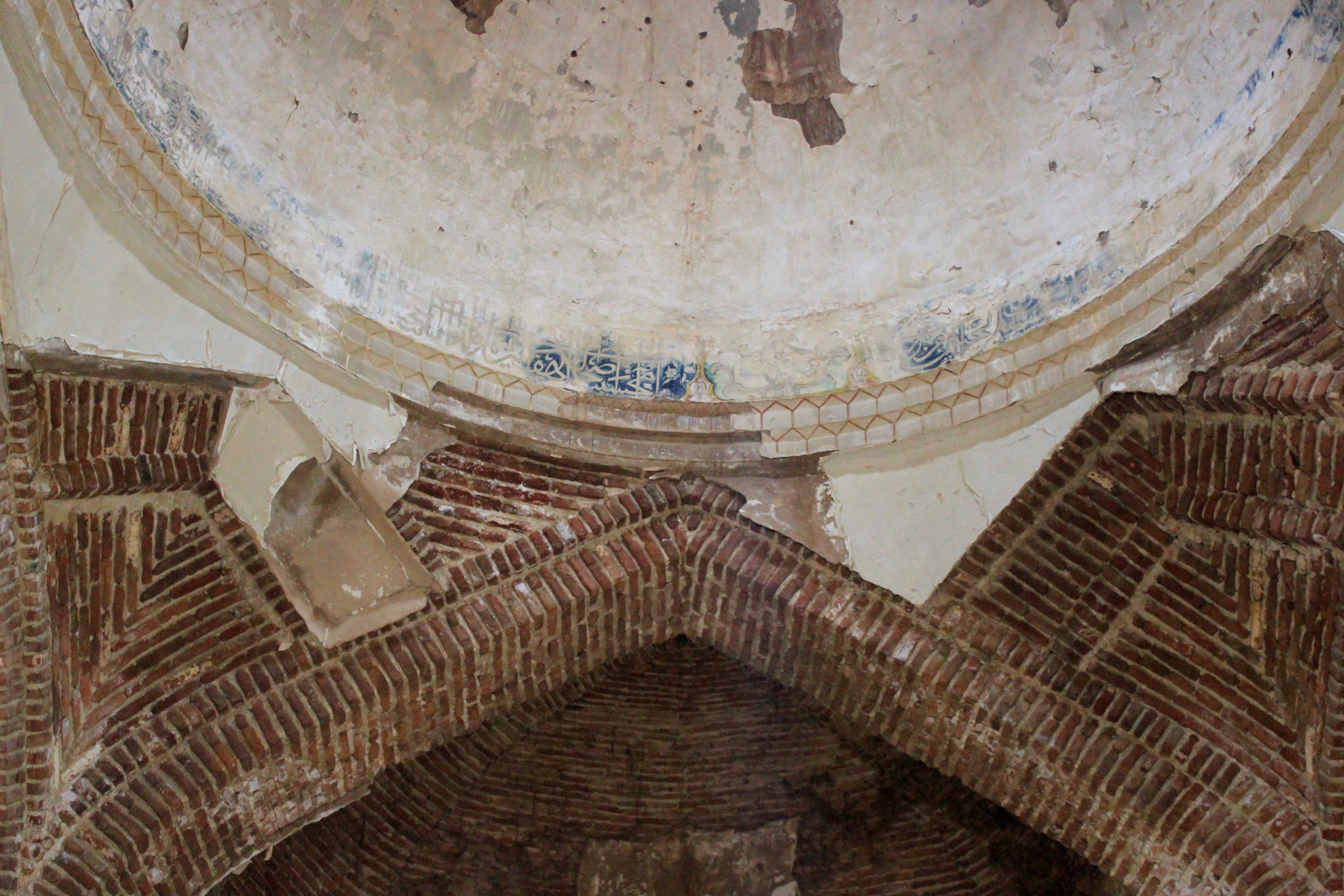
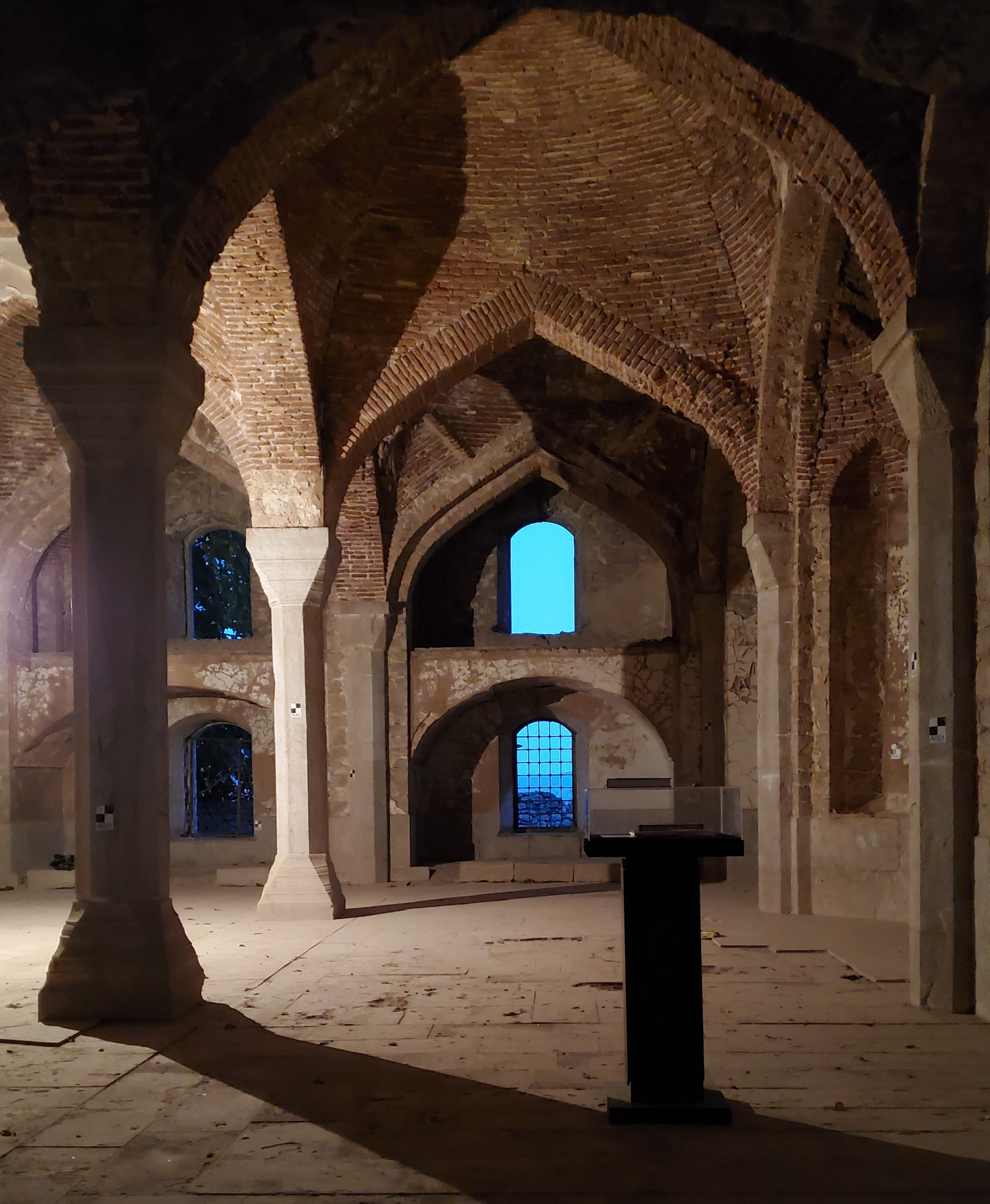